# Обручев (форт)
Форт О́бручев (форт «B», форт «Красноарме́йский») — один из северных фортов крепости Кронштадт.

## История

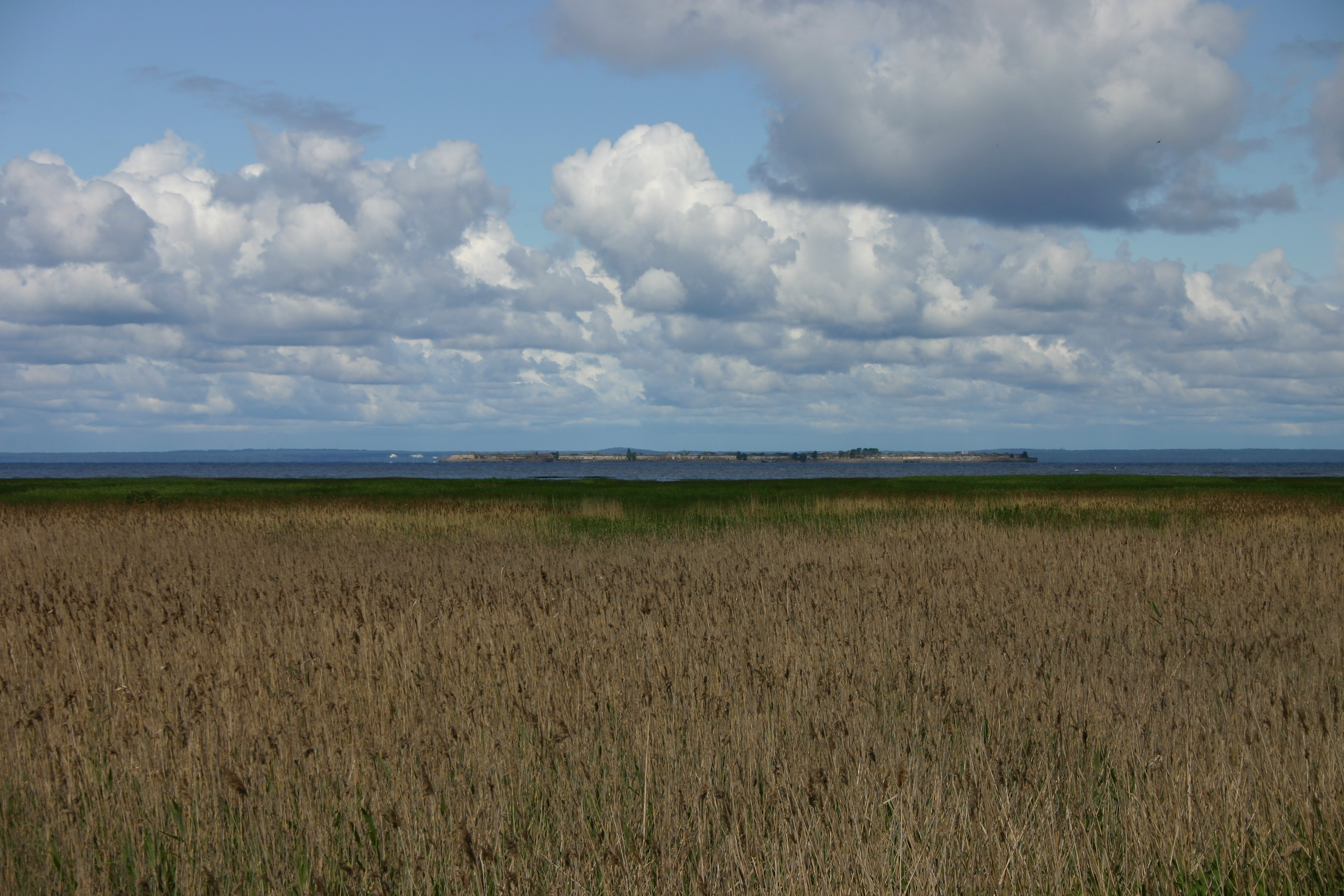
Вид на форт Обручев с дамбы КЗС.

Строительство форта было начато в 1896 году в ходе реконструкции Кронштадтской крепости. Основой реконструкции было строительство двух насыпных островов для размещения на них крупных артиллерийских фортов с бетонными казематами и снарядными погребами. Форты получили названия «А» и «В». Форт «А» («Тотлебен») располагался на отмели в 4 км западнее Сестрорецка и в 10 км от острова Котлин. Глубины здесь колебались от 2 до 4 м. Форт «В» планировался в 7 км к юго-западу от форта «А» и в 4 км от острова Котлин. Глубины здесь достигали 4—5 м. Северный фарватер, шедший к столице, проходил между фортами.
Форту «В» в 1897 году было присвоено имя «Генерал-адъютант Обручев» в честь начальника Главного штаба Н. Н. Обручева, который сделал очень много для модернизации Кронштадтской крепости, по случаю ухода Обручева на пенсию.
Изыскательские работы в районе строительства фортов были закончены в 1896 году, и с января 1897 года началось строительство, которое намечалось закончить в 1903 году.
К 1903 году было закончено только строительство насыпных островов и гаваней, а строительство артиллерийских батарей и размещение на фортах орудий продолжалось вплоть до 1913 года, когда форты были переданы в ведение начальника крепостной артиллерии. Длительное строительство фортов было связано с качественным изменением артиллерии, которое проектировщики не могли предвидеть в 1895 году, когда закладывались проекты фортов.
Протяжённость боевого фронта форта была 950 м. В 1916 году на форте «Обручев» были размещены десять 254-мм, шесть 280-мм, десять 152-мм и четыре 120-мм орудия. Штатная численность гарнизона форта «Обручев» была определена в 1913 году и составляла 342 человека в мирное время, в военное — 998.
После подавления антибольшевистского восстания на форте в 1919 году он был переименован в «Красноармейский». Командиры форта, получив информацию о начале восстания, арестовали всех коммунистов форта и сочувствующих советской власти. Но привлечь на свою сторону команду форта им не удалось. Гарнизон форта, получив информацию о реальном положении, освободил арестованных коммунистов и арестовал восставших.
В 1925—1927 годах на форте были установлены два 203-мм орудия с броненосного крейсера «Рюрик».
В 1930-х годах форты прошли модернизацию и к началу Великой Отечественной войны на них были установлены 254-мм, 203-мм башенные, 152-мм, 120-мм и 45-мм орудия.
Артиллерия форта принимала участие в Советско-финской войне 1939—1940 годов, поддерживая наступление войск на Карельском перешейке, а затем в Великой Отечественной, затрудняя продвижение финских войск к Ленинграду.
В 1950-х годах форт был брошен и доведён до плачевного состояния (вырезан весь металл, утрачена деревянная обшивка казематов).

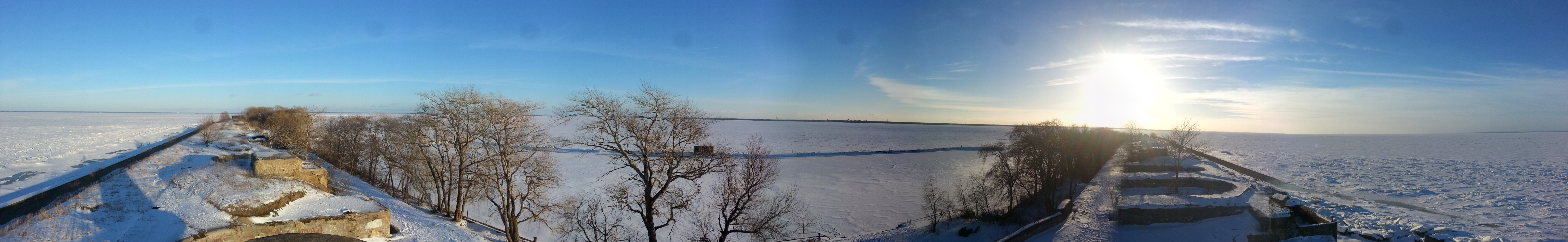
Панорамный вид форта «Обручев». Февраль 2015 г.